# Fusiconia androgyna
Fusiconia es un género monotípico de musgos hepáticas de la familia Aulacomniaceae. Su úniuca especie: Fusiconia androgyna, es originaria de Asia.

## Taxonomía
Fusiconia androgyna fue descrita por (Hedw.) P.Beauv. ex Brid.  y publicado en Bryologia Universa 2: 5. 1827.